# 야키니쿠
야키니쿠(일본어: 焼肉 やきにく[*])는 한국의 고기구이 문화가 일본에 전파하여 일본에서 부르는 단어로, 일반적으로 식탁에서 즉석으로 고기를 구워먹는 요리 전반을 말한다.

## 개요
한국의 불고기에 영향을 받았다. 메이지 유신 이전에는 불교의 음식 문화가 국민의 식생활에까지 영향을 주게 되어 네 발 달린 짐승은 더럽다는 생각이 일반 국민들에게 널리 퍼져 있었고 기아가 발생해도 고기를 먹지 않을 정도로 생선과 쌀을 주식으로 하였다. 하지만 메이지 이후 한국의 불고기 문화가 일본에 건너가 지금처럼 식탁에서 직접 구워먹는 형태의 식습관이 생겼다.
이전까지 일본인에게 받아들여지지 않았던 호르몬(내장)을 재일 한국·조선인이 전후 암시장에서 제공한 것이 오늘날의 야키니쿠의 기원이라는 것이 정설로 되어 있다. 야키니쿠점이라는 분야는 일본의 대표적인 민족 집단 중 하나인 재일 한국인이 개척한 것으로 비교적 잘 알려져 있다. 일본에서는 야키니쿠의 기원이 한국음식에 있음을 인정하나, 단순히 한국·조선의 음식 문화로만 보지 않고 일본화(Japanization)된 점도 강조된다.
일본 총무성 통계에서는 야키니쿠점을 동양 요리로서의 야키니쿠점으로 한정하고 있으며, 서양 요리(스테이크점 등)는 포함하지 않는다.
- 야키니쿠점의 정식에 제공되는 예시로, 접시에 구워지기 전의 고기가 담겨 있다. 고기는 각자가 직접 구워 먹는다(아이치현 나고야시).
- 숯불구이용 일본 전통 화로 시치린(七輪)을 사용해 고기를 굽는 모습.
- 마쓰사카규(松阪牛)를 숯불로 구워낸 야키니쿠.

## 역사

### 야키니쿠 명칭의 확산과 변화
『일본 야키니쿠 이야기(日本焼肉物語)』(미야즈카 도시오 저)에 따르면, 야키니쿠라는 명칭이 널리 퍼진 것은 1960년대 후반의 일이다. 그 이전까지 야키니쿠는 단지 '조선 요리(朝鮮料理)'라고만 불렸다. 한반도가 광복을 맞은 뒤 남북으로 분단된 상황에서, 일본에서는 냉면이나 불고기 등을 제공하는 가게가 조선 요리점이라는 이름을 사용하는 경우가 많았다. 그러나 1965년 한일 국교 정상화를 계기로 한국 요리(韓国料理)라는 명칭이 증가하기 시작했다. 이후, 조선 요리라는 표현은 재일 조선인들에 의해 사용되었고, 재일 한국인들은 한국 요리라는 표현을 주장하게 되었다. 이 정치적 대립을 조정하기 위해 타협의 산물로 '야키니쿠'라는 표현이 주로 사용되게 되었다.
한편, 마쓰우라 다쓰야(松浦達也)는 양 가게 모두 창업 당시에는 어디까지나 '조선 요리점'이었으며, 현대의 이미지와 같은 '야키니쿠점'이라기보다는 조선 요리점·냉면점으로 보는 것이 자연스러우며 '원조'라는 범주로 분류할 경우, '현존하는 한에서'와 같은 주석을 붙이는 것이 적절하다고 지적하고 있다.

### 현대 일본에서의 야키니쿠와 야키니쿠점의 기원과 발전
사사키 미치오(佐佐木道雄)는 현대 일본에서의 야키니쿠 요리와 야키니쿠점이 조선과 밀접하게 관련되어 있다고 언급한다. 1930년대 중반, 조선 남부에서 오사카 이카이노(猪飼野)로 이주한 조선인들이 갈비구이와 불고기를 전하며, 이들이 당시 이미 존재하던 조선식당에 도입되어 야키니쿠식당으로 변화했다고 한다. 1940년대 중반에 태평양 전쟁을 겪으며 잠시 중단되었다가, 전후에 정육 기반 야키니쿠가 조선 요리점에서, 내장 기반 야키니쿠는 조선계 음식점과 술집에서 재개되었다. 이후 두 가지 형태의 야키니쿠가 서로 융합되면서 현대 야키니쿠점의 원형이 형성되었고, 야키니쿠가 번성함에 따라 조선계 냉면점, 음식점, 술집 등이 야키니쿠점으로 전환했다고 한다.
일본 최초의 야키니쿠 전문점은 재일 한국인에 의해 1946년경 도쿄의 메이게츠칸(明月館)과 오사카의 쇼쿠도엔(食道園)에서 개업한 것으로 알려져 있다. 이전에도 너비아니/불고기가 1945년 전에 'とんちゃん焼き(통찬구이)'라는 음식으로 전해졌으나, 이후 재일 교포들이 일본에서 식당을 하면서 야키니쿠를 팔기 시작한 것이다. 기존 양념에 재워먹던 광양식 불고기의 양념이 일본에서 상업화하여 '타레'(垂れ)라는 이름으로 판매되어 가정에서도 불고기를 먹을 수 있게 되었다. 이후 불고기, 너비아니, 갈비구이 등은 당시 유행하던 징기스칸 요리의 영향을 받아 손님이 직접 구워 먹는 형식을 갖추게 되었다고 한다. 사사키는 이를 야키니쿠의 탄생으로 보고, 재일 한국·조선인들이 일본의 요리 문화에 적응시키며 발전시킨 것이라고 설명한다.
따라서 야키니쿠의 탄생에 직접 관여한 것은 조선인이며, 만주와 조선으로 이를 전파한 것도 조선인으로 보는 것이 일반적이다. 마이클 워너(Michael Warner)와 재일본대한민국민단(在日本大韓民国民団)은 현대 일본 대중 요리인 야키니쿠가 일본 내 한국·조선 요리점에서 유래하였으며, 재일 한국·조선인들이 일본인의 취향에 맞게 변형시킨 조선 요리라고 평가했다.
1960년대에는 대도시권에서 야키니쿠점이 이미 존재했으며, 1970년 이후 일본 전역으로 점차 확산되었다. 1968년에는 에바라(エバラ) 야키니쿠 소스가 출시되었고, 2004년 통계에 따르면 야키니쿠점의 수는 총 20,997개에 달했다.
따라서 '야키니쿠는 일본에서 탄생했다'라고 하기보다는 '일본의 대륙 진출 시기에 오사카 이카이노로 이주한 조선인들이 만들어낸 요리'라는 표현이 더 정확하다고 주장한다. 이 점에 대해서는 아사쿠라 도시오(ASAKURA Toshio)도 2010년 논문에서 유사한 견해를 밝혔다.

## 같이 보기
- 바비큐
- 아사도

### 내용주
1. ↑  산업 분류는 기업 전체의 주요 사업 종류(기업 전체의 과거 1년간 총수입액 또는 총판매액 중 가장 큰 비중을 차지하는 것)에 따라 분류된다. 참고: 2004년 서비스업 기본조사(확정) 결과 개요 「1. 일반 음식점의 특성」(2021년 8월 13일 열람). 다만, 이는 통계상의 분류에 불과하며, 「야키니쿠」의 정의나 어의를 직접적으로 규정하는 것은 아니다. 또한, 조선요리점이라 하더라도 야키니쿠점을 포함하지 않는 경우에는 「기타 식당·레스토랑」으로 분류된다.
2. ↑  여기서 사사키는 아래 4가지 조건을 모두 충족해야 「야키니쿠」라고 할 수 있다고 주장한다. 이 조건은 다음과 같다:

1. 야키니쿠는 반찬의 하나로 제공되는 것이 아니라, 고기를 주재료로 하여 먹는 요리여야 한다.

2. 여러 사람이 곤로(화로)를 둘러싸고 고기를 굽고, 대화를 나누며 함께 먹는 형태를 가진다.

3. 가정 요리가 아닌 점포에서 제공되는 요리로 발전해 온 특징을 지닌다.

4. 한국의 야키니쿠 요리에 뿌리를 둠

### 참조주
1. ↑  구미래 (2014년 6월 11일). “‘육식금지’”. 2024년 11월 16일에 확인함.
2. ↑  宮塚利雄『日本焼肉物語』(東京,知恵の森文庫,2005年)P.P.131-133
3. ↑  韓 2020, 194쪽.
4. ↑  朝倉敏夫『日本の焼肉　韓国の刺身─食文化が“ナイズ”されるとき』(東京,農文協,1994),P.P.1-39,69,92-96、鄭大聲『焼肉・キムチの日本人』(東京:PHP新書,2004),P.65
5. ↑  直接の引用は(韓 2020, 194쪽)
6. ↑  総務省統計局HP
7. ↑  “「焼肉」名前の由来とは... え、朝鮮半島の南北対立が背景なの？【焼肉の日】”. 《ハフポスト》 (일본어). 2016년 8월 29일. 2021년 11월 9일에 확인함.
8. ↑  “食とグルメ、本当のナイショ話　-生産現場から飲食店まで-のバックナンバー 2022年2月号の有料記事「発見。明治時代にもあった朝鮮式焼肉の礎」”. 《news.yahoo.co.jp》. 2022년 8월 30일에 확인함.
9. 1 2 3  佐々木道雄『焼肉の文化史』明石出版、2004年
10. ↑  “【クックドア】日本の焼肉屋の歴史をご紹介”. 《www.cookdoor.jp》. 2021년 11월 8일에 확인함.
11. ↑  “明月館 | GYOSEI EATS”. 《www.gyoseieats.com》. 2021년 11월 8일에 확인함.
12. ↑  주영하 (2000년 2월 25일). 《음식전쟁 문화전쟁》. 사계절. ISBN 9788971966488.
13. ↑  Weiner, Michael (2004). 《Race, Ethnicity and Migration in Modern Japan: Indigenous and colonial others》 (영어). Taylor & Francis. ISBN 978-0-415-20856-7.
14. ↑  “「焼肉」名前の由来とは... え、朝鮮半島の南北対立が背景なの？【焼肉の日】”. 《ハフポスト》 (일본어). 2016년 8월 29일. 2021년 11월 9일에 확인함.
15. ↑  “韓食の世界化にむけて〈上〉「焼肉」と「プルコギ」”. 《https://www.mindan.org/old/index.html　大韓民国民団 Home > ニュース > 社会・地域》. 2010년 1월 27일. 2022년 10월 23일에 확인함. |website=에 외부 링크가 있음 (도움말)
16. ↑  平成16年サービス業基本調査 統計表一覧 総務省統計局（平成17年12月13日公表）
17. ↑  Toshio, Asakura (2010년 7월 1일). “Yakiniku and Bulgogi: Japanese, Korean, and Global Foodways”. 《中國飲食文化》 6 (2). doi:10.30152/JCDC.201007.0005. ISSN 1811-9301.

## 참고 문헌
- 「焼き肉の文化人類学」『社会人類学年報』崔吉城、1980
- 『焼肉の文化史』佐々木道雄（明石書店 2004年7月）ISBN 978-4-7503-1956-8
- 『日本焼肉物語』宮塚利雄（光文社 2005年10月）ISBN 978-4-334-78388-4
- 『東アジア生活絵引』朝鮮風俗画編（神奈川大学21世紀COEプログラム2008年2月 ）112ページに記事あり
- 韓載香 (2020년 3월). “ビジネスとしてのエスニック・レストランとは : 焼肉店の歴史分析への視座”. 《東洋文化》 (東京大学東洋文化研究所) 100: 175–204. doi:10.15083/00079039. ISSN 0564-0202.